# Информационные технологии в Нижнем Новгороде
Нижний Новгород по многим причинам считается одним из центров российских информационных технологий. Это связано с большим числом специалистов по информационным технологиями, получивших образование в Нижегородских ВУЗах и других учебных заведениях, а также десятками компаний работающих в области IT.
IT-компании Нижнего Новгорода занимаются предоставлением различных телекоммуникационных услуг (Интернет-провайдеры, операторы связи), разработкой программного обеспечения для разных сфер — мобильная связь, Call-центры, IP-телефония, системы СОРМ и т. д., тестированием и технической поддержкой клиентов со всего мира.
В этой области представлены такие компании, как Intel (крупнейший центр разработок в Европе), центр компетенций и разработок SAP, Яндекс, EPAM, Mail.ru, Huawei, Orange Business Services, NetCracker, Крок, MERA, МФИ Софт, Harman, Luxoft, Game Insight, Return on Intelligence и другие менее крупные компании (Auriga, Exigen Services, Теком, Devetel, Capvidia, Five9, Datanaut, NKT, Smartbics и др.). В ноябре 2009 года Нижний Новгород был назван первым из 10 городов мира с наибольшим потенциалом для аутсорсинга.
В Нижнем Новгороде располагались штаб-квартира оператора НСС, а затем оператора связи ВолгаТелеком, ныне присоединившегося к Ростелекому. Также крупный Информационно-Вычислительный Центр Горьковской железной дороги (филиал РЖД), разрабатывающий различные системы управления и анализа и обслуживающие их.
В 2012 году создан технопарк «Анкудиновка» для развития сферы высоких технологий.
Также в Нижнем Новгороде работают крупные компании — интеграторы, российского и регионального уровней: СОНЕТ, Апрель-Софт, АЛТЭКС, Техносерв и др.

## История
Нижний Новгород в Интернете представлен более 20 лет. В 1990-е годы был зарегистрирован домен nnov.ru и любой желающий мог получить субдомен на его основе. Широко развиты в городе и методы подключения домашних пользователей и предприятий, в данный момент существуют все популярные виды организации доступа в Интернет: модем, ADSL, оптика, Ethernet, GPRS, Wi-Fi, Связь по ЛЭП и другие. В городе немало частных локальных сетей, организованных энтузиастами.
Началом широкого распространения доступа в Интернет в Нижнем Новгороде, можно считать 1995 г. когда в рамках программы «Университеты России» был создан федеральный узел сети RUNnet.ru, имеющий выход через спутник связи в INTERNET с пропускной способностью канала 64 кбит/с. Были созданы несколько WWW-серверов о Нижнем Новгороде и области, доступные и сейчас:
- Веб-страница «Нижегородская область» (версия 2003 года)
- Веб-страница «Нижний Новгород» (версия 2000 года).

В 1996 году корпуса основной площадки университета были соединены оптоволокном c высокой скоростью доступа.
В 1997 году открылись классы свободного доступа в Интернет на базе Нижегородского государственного университета, через которые с Интернетом познакомились тысячи нижегородцев (даже тех, кто в то время ещё не мог позволить себе иметь персональный компьютер дома). Кроме бесплатного доступа в Интернет, пользователи могли делать личные веб-странички и бесплатно размещать их на сервере. До сих пор некоторые страницы сохранены, являя собой срез истории Нижегородского интернета. С начала 2004 года в Университете Лобачевского работает первая в России «университетская» зона беспроводного доступа в Интернет по технологии Wi-Fi.
Также в 90-е годы XX века активно развивались нижегородские Интернет-компании, предоставлявшие модемный доступ, а впоследствии и другие услуги:
- Коммерческие Информационные Сети (Агентство Деловой Связи)
- НижегородТелеСервис
- НижегородСвязьИнформ (ВолгаТелеком, ныне Ростелеком)
- Интернет-компания Сэнди (ныне стала частью Комстар[9])
- Персональные Системы Связи[10].

В 17 июня 1999 году появилась «Интернет-компания NN.RU» основанная Михаилом Иосилевичем с партнерами, предлагавшая услуги по созданию и размещению сайтов, а также поддерживающая региональный информационный портал НН.РУ, который c тех пор является одним из самых популярных ресурсов среди Нижегородских информационных сайтов, вошедшая в состав медиахолдинга Хёрст Шкулёв Медиа в 2012 году.
Одним из первых новостных сайтов стал www.ntann.ru (Нижегородское телеграфное агентство), начавший работу 18 августа 1999 года. В данный момент, своим сайтом обладают все городские телекомпании, и популярные газеты в Нижнем Новгороде.
С 2012 года работает сайт Pro Город Нижний Новгород — Новости Нижнего Новгорода progorodnn.ru, являющийся представительством газеты Pro Город Нижний Новгород холдинга RNTI Media Group. Сайт стал известен как информационное издание о жизни Нижнего Новгорода.
Нижегородский Интернет-провайдер ООО «ПСС» к 2006 году первым покрыл сетью Wi-Fi с доступом в Интернет практически весь город, предоставляя беспроводной доступ в основном мелким предпринимателям и домашним пользователям. Сейчас платный и бесплатный беспроводной доступ предоставляется рядом компаний, а также ресторанами, кафе и другими организациями. Бесплатный Интернет посредством Wi-Fi организован и представлен в рейсовых автобусах некоторых городских маршрутов.
Долгое время (~ до 2009), распространение кабельного подключения высокоскоростного Интернета для домашних пользователей в Нижнем Новгороде было блокировано монополистской политикой оператора связи ВолгаТелеком. Помогло решить эту проблему решение Министерства по Антимонопольной Политике.
В настоящее время в Нижнем Новгороде высокоскоростной доступ в Интернет (от 1 мб/c) разными способами (PON, Ethernet, ADSL, FTTB, Wi-Fi, 3G) предлагают порядка 10 компаний-провайдеров.
Несмотря на давнюю историю развития информационных технологий Нижнем Новгороде, в последнее время, наблюдается стремительный рост популярности и проникновения Интернета. По некоторым оценкам число нижегородских пользователей сети Интернет достигает 400 000 (то есть 1/3 населения города).
Статистический отчёт за 2010 год: «В Поволжье самый дешёвый интернет из всех регионов России (по этому показателю регион делит первенство с Уралом). По данным Яндекса, дешевле, чем в Нижнем Новгороде, интернет стоит только в Москве и Петербурге. Ещё год назад интернет в Нижнем стоил почти в семь раз дороже….. В рейтинге распространения интернета Приволжский округ занимает 3-4 место среди регионов.»
Каталог и рейтинг Нижегородских интернет ресурсов хранит информацию о 6800 сайтах, у которых более 10 % посетителей — жители Нижнего Новгорода и области.

## Мобильная связь
Нижний Новгород имеет уникальное для России число операторов мобильной связи, обслуживающих абонентов одновременно. Благодаря конкуренции 7 компаний-операторов, цены на сотовую связь одни из самых низких в России.

### AMPS-800
- Компания ПССР — «Персональные Системы Связи в Регионе» просуществовала с 1992 по 2005 год. В дальнейшем сеть AMPS перестала существовать, абонентам было предложено льготное подключение к новому бренду компании в Нижнем Новгороде — Tele2.

### NMT-450
- Компания-оператор Сотел просуществовала с 1998 до 2008 года, в дальнейшем абоненты перешли на сеть бренда SkyLink.

### GSM
Сети GSM:
- Ростелеком
- Билайн
- МТС
- МегаФон
- Tele2
- Yota

### CDMA
Сети CDMA:
- Экофон

В Нижнем Новгороде расположены Call-центры операторов сотовой связи МегаФон и МТС, обслуживающие абонентов различных регионов России.

## Производство
В Нижнем Новгороде свою деятельность в различное время вели крупнейшие российские и мировые компании-производители программного обеспечения и телекоммуникационного оборудования, такие как:
- Яндекс
- Auriga
- Майкрософт
- Harman
- EPAM
- Интел (центр тестирования оборудования и ПО, техническая поддержка клиентов)
- MERA (разработка ПО на заказ)
- МФИ Софт (разработка телекоммуникационного ПО и систем безопасности)
- NetCraker (создание, внедрение и сопровождение систем эксплуатационной поддержки и систем поддержки бизнеса)
- Teleca (разработка ПО для мобильных устройств)
- Five 9 (разработка Call-центров)
- Exigen Services

Также в Нижнем Новгороде работают крупные компании — интеграторы, российского и регионального уровней: СОНЕТ, Апрель-Софт, АЛТЭКС, Техносерв, КРОК и др.